# Hylaeus monilicornis
Hylaeus monilicornis är en biart som beskrevs av Motschulski 1863. Hylaeus monilicornis ingår i släktet citronbin, och familjen korttungebin. Inga underarter finns listade i Catalogue of Life.